# Virgin Cat
「Virgin Cat」（ヴァージン・キャット）は、土屋アンナの9枚目のシングル。2008年9月10日発売。

## 収録曲

### CD
1. Virgin Cat
  - 作詞：ANNA／作曲・編曲：Christopher Lee-Joe
  - 20世紀フォックスホームエンターテイメントジャパン「Lの世界」CMソング
2. Imitation night 
  - 作詞：Kiyomi Uematsu／作曲・編曲：Michitomo
3. Virgin Cat(LAVA Remix)
  - 作詞：ANNA／作曲：Christopher Lee-Joe